# Préfecture de Talesh
Le préfecture de Talesh est une préfecture de la province du Guilan en Iran, sa capitale est Hashtpar.
La préfecture compte 5 villes : Talesh, Assalem, Chubar, Lisar et Haviq.